# CF México
CF México was een Mexicaanse voetbalclub uit Mexico-Stad. De club komt uit San Pedro de los Pinos, toentertijd nog een zelfstandige stad, maar intussen een stadsdeel van Mexico-Stad. 
De club werd in 1910 opgericht als Club San Pedro de los Pinos. Nadat de club in 1912 toegelaten werd tot de Liga Mexicana, de hoogste amateurcompetitie werd de naam CF México aangenomen. Reeds in het eerste seizoen verwierf de club de landstitel. De club bestond voornamelijk uit Mexicanen, maar werd wel versterkt door enkele Engelse spelers. Vanaf de jaren twintig speelde de club in de Primera Fuerza, de opvolger van de Liga Mexicana. In 1935 werd de club ontbonden.

## Erelijst
Landskampioen
1913